# Silence, on tue !
Ne doit pas être confondu avec Silence, on tue ! (roman).
Silence, on tue ! est une bande dessinée éditée par Nathan en 1990, dont le scénario a été réalisé par François Rivière, et les dessins par Benoît Sokal.

## Description
Dans cette bande dessinée, un acteur a été retrouvé étranglé sur une scène de tournage. Qui est l'auteur du crime ? L'enquête est menée sous forme de récit épistolaire. Le lecteur est invité à deviner l'identité du meurtrier en s'appuyant sur les indices glissés dans le récit et dans les illustrations de l'ouvrage avant d'avoir la réponse dans une lettre du correspondant en dernière page.

## Résumé
Bob est un jeune adolescent périgourdin, neveu de la célèbre actrice hollywoodienne Renée Caraman. Cette dernière est revenue à Paris pour tourner dans un film français, et Bob séjourne chez elle. Chaque jour, il se rend avec sa tante aux studios de Boulogne sur le plateau de tournage et raconte ensuite sa journée à son ami « Gégé » dans une lettre.
Du 13 au 15 janvier, Bob rencontre Éric Simon le metteur en scène, Lydia la script girl (pour laquelle il éprouve très rapidement des sentiments), et les différents acteurs du film. Le film en cours de tournage est intitulé L'Héritage de Léonie dans lequel une sexagénaire peu scrupuleuse (Léonie) souhaite épouser un riche cheikh arabe alors même qu'elle est déjà mariée à un autre homme. Léonie est jouée par Renée Caraman, le cheikh par Luis Fontana, le premier mari par Martin Fourney, et le maître d'hôtel par Alfred Buisson, un homme assez âgé. Bob constate chaque jour un climat assez nerveux entre les différentes personnes impliquées dans le tournage.
Le 16 janvier au matin, Alfred Buisson est retrouvé mort sur le plateau de tournage, étranglé avec un foulard rouge. L'inspecteur Bourotte est immédiatement chargé de l'enquête. Bob se souvient que le foulard rouge avait été utilisé la veille par les acteurs lors d'une scène entre Martin Fourney et Renée Caraman, où Fourney le portait autour du cou. Or le 17 janvier, la pellicule contenant cette scène est dérobée. Bob découvre par ailleurs qu'Alfred Buisson était un ancien artiste de cabaret qui exerçait dans sa jeunesse avec un dénommé « Willie », avant que le duo se sépare. Bob pense alors que Fourney est le dénommé Willie, et que c'est lui le meurtrier.
Ses soupçons sont renforcés le 19 janvier par la découverte d'un buvard au domicile de Buisson conservant l'empreinte d'un message signé par lui et menaçant un destinataire inconnu (Fourney selon Bob) ayant brisé sa carrière de comique. Il semble évident que le destinataire du message, menacé de mort, a décidé de supprimer Alfred Buisson.
Le 21 janvier, l'inspecteur Bourotte réunit toute l'équipe du film et annonce sur le plateau le nom du meurtrier que son enquête lui a permis de découvrir. Bob laisse le suspens dans sa lettre et demande à « Gégé » s'il a deviné qui était le meurtrier. Le lendemain, son ami lui répond en donnant la solution de l'enquête : c'est en fait la tante Renée Caraman qui est la meurtrière. « Willie », l'ancien ami d'Alfred Buisson, était en fait le mari (désormais décédé) de Renée. Le mariage de Willie et Renée a provoqué une séparation du duo de comiques, et Alfred Buisson a tenu Renée pour responsable de l'arrêt brutal de sa carrière. C'était à elle que s'adressait le message de menace. De nombreux indices dans la bande dessinée pouvaient permettre de deviner l'identité du meurtrier et le mobile du crime.